# Anouk Grinberg
Pour les articles homonymes, voir Grinberg.
Anouk Grinberg, née le 20 mars 1963 à Uccle (Belgique), est une actrice française, également peintre et écrivaine.

## Biographie

### Famille et vie privée
Son arrière-grand-père paternel, Maxime Vinaver (1863-1926), joue un rôle éminent en tant que dirigeant du Parti libéral des cadets en Russie. En 1919, il fuit la révolution bolchevique et se réfugie à Paris avec sa femme Rosa (1872-1951) et ses trois enfants : la radiologue Valentine Cremer (1896-1983), le professeur d'université Eugène Vinaver (1899-1979) qui émigre en Angleterre à la fin des années 1920, et l'avocate Sophie Vinaver (1904-1964).
Son père, l'écrivain, auteur de théâtre et ancien PDG de Gillette, Michel Vinaver, né à Paris en 1927, de son vrai nom Michel Grinberg, est le fils de Léon Grinberg (1900-1981) et de Sophie Vinaver. La famille s'exile aux États-Unis en 1940. Anouk Grinberg est la benjamine d'une fratrie de quatre enfants dont la mère, Catherine Le Tellier, dépressive, enchaîne les hospitalisations.
Anouk Grinberg a été pendant plusieurs années la compagne de Bertrand Blier, qu'elle accuse publiquement d'emprise en avril 2025, avec qui elle a eu un fils, Léonard né en 1993. Depuis janvier 2003, elle partage la vie du mathématicien Michel Broué, qu'elle a épousé en 2016.

### Carrière au théâtre
Anouk Grinberg commence à jouer au théâtre à 13 ans, dans Remagen d’Anna Seghers, mis en scène par Jacques Lassalle, metteur en scène qu'elle retrouvera vingt ans plus tard dans Chaos debout de Véronique Olmi. Très vite, on lui confie de grands rôles : sous la direction de Richard Foreman, elle joue le diable dans Faust ou la fête électrique de Gertrude Stein ; Eve dans La Cruche cassée de Heinrich von Kleist, puis Agnès dans L'École des femmes de Molière, mises en scène par Bernard Sobel. Elle travaille à trois reprises avec Alain Françon, dans L'Ordinaire et Les Voisins de Michel Vinaver, puis dans Noises d’Enzo Cormann.
Elle fait sa première incursion dans le théâtre privé, sous la direction de Michel Fagadau dans Faut pas tuer maman (nomination aux Molières). Jean-Louis Martinelli lui confie le rôle de la putain dans l'adaptation de La Maman et la putain de Jean Eustache (prix de la critique). Patrice Chéreau la dirige dans Le Temps et la chambre de Botho Strauss (Nomination aux Molières). Didier Bezace la met en scène dans Feydeau Terminus, trois pièces de Feydeau, avant de lui confier récemment le rôle d'Araminte (prix de la critique et nomination aux Molières) dans Les Fausses Confidences de Marivaux aux côtés de Pierre Arditi. Autre passage dans le privé : La Preuve, mise en scène de Bernard Murat (Nomination aux Molières). Philippe Calvario lui confie le personnage principal dans Grand et petit de Botho Strauss. Elle conçoit un spectacle-lecture pour le Théâtre de l'Atelier à partir des lettres de Rosa Luxemburg Rosa, la vie, spectacle qui sera repris en 2009 au Théâtre de la Commune, puis en tournée. En 2014, elle joue au Théâtre des Bouffes du Nord, puis en tournée, le célèbre dernier chapitre de Ulysse de James Joyce, Molly Bloom, mis en scène par Marc Paquien, avec la complicité de Blandine Masson (nomination aux Molères).
En 2016, elle joue dans La Révolte de Villiers de l’Isle-Adam, dans une mise en scène de Marc Paquien, au Théâtre des Bouffes du Nord, puis en tournée. En 2018, elle interprète Natalia Petrovna dans Un mois à la campagne, de Tourgueniev, mis en scène par Alain Françon.
Par ailleurs, elle se produit dans des lectures publiques.

### Cinéma et télévision
Elle tourne dès l'âge de 13 ans avec Michèle Rosier dans Mon cœur est rouge, puis quelques années plus tard avec Marco Pico, Claude Goretta Le Rapport du gendarme, Alain Tanner La Vallée fantôme ; Olivier Assayas L'Enfant de l'hiver et Philippe Garrel J'entends plus la guitare. Elle obtient le prix d'interprétation féminine au festival international du film de Thessalonique 1995 pour son rôle dans Sale gosse de Claude Mourieras.
Elle se fait connaître du grand public grâce à son rôle dans Merci la vie de Bertrand Blier (prix SACD Suzanne Bianchetti, prix Arletty 1991, prix Michel-Simon 1990, nomination aux Césars). Elle tourne avec lui deux autres films, Un, deux, trois soleil puis Mon homme qui lui vaut le prix d'interprétation féminine au Festival de Berlin.
Malgré des rôles dans Entre chiens et loups d'Alexandre Arcady, Les Petites Couleurs de Patricia Plattner ou Un héros très discret de Jacques Audiard, sa carrière se fait par la suite plus discrète au cinéma. Entre 2020 et 2022, elle tourne toutefois dans cinq films dont L'Innocent de Louis Garrel ou Tromperie d'Arnaud Desplechins.
Depuis 2002, elle participe à plusieurs fictions pour la télévision : Une preuve d'amour de Bernard Stora, Ma meilleure amie d'Élisabeth Rappeneau, Le Procès de Bobigny de François Luciani (elle y interprète Gisèle Halimi), Kaamelott - Livre V et VI d'Alexandre Astier, Voici venir l'orage... de Nina Companeez, Camus de Laurent Jaoui, Joseph l'insoumis de Caroline Glorion, Le Sang de la vigne de Marc Rivière.

### Arts plastiques
Grinberg pratique le dessin, la peinture et la broderie, qu’elle a appris de façon autodidacte ; elle est amie avec la photographe Sarah Moon, par l’entremise de qui elle rencontre Robert Delpire et d’autres personnalités du monde de l’art et des galeries, ce qui la conduit à exposer à partir de 2017.

### Prises de position

#### Gilets jaunes
Elle co-signe en mai 2019, parmi 1 400 personnalités du monde de la culture, la tribune « Nous ne sommes pas dupes ! », publiée dans le journal Libération, pour soutenir le mouvement des Gilets jaunes et affirmant que « Les gilets jaunes, c'est nous ».

#### Affaire Depardieu
Le 1er octobre 2023, Gérard Depardieu réagit aux accusations de viols émises par plusieurs femmes à son encontre par le biais d'une lettre ouverte publiée dans Le Figaro, « Je veux enfin vous dire ma vérité ». Il y affirme n’être « ni un violeur ni un prédateur » et indique n'avoir jamais abusé d'une femme. À la suite de cette lettre ouverte, Anouk Grinberg lui répond et affirme au contraire que « tous ceux qui ont travaillé avec lui savent qu’il agresse les femmes. » Elle lui demande de ne pas « continuer le crime par le déni » et appelle à briser le silence pour aider Charlotte Arnould,.
Lors du procès de Depardieu, elle est expulsée de la salle d'audience pour avoir poussé un cri,.

#### Les violences sexuelles
Dans son livre Respect publié en avril 2025, elle révèle un viol subi à l’âge de 7 ans par le beau-père d’une camarade et l’inceste commis par son frère à l’adolescence. Son père mis au courant n’a rien fait pour elle. Elle dénonce par ailleurs « l’emprise » qu'aurait exercé sur elle Bertrand Blier, mort en janvier 2025,,.

## Filmographie

### Cinéma

#### Longs métrages
- 1976 : Mon cœur est rouge de Michèle Rosier : la petite fille conférencière
- 1987 : Last Song de Dennis Berry : Blue
- 1988 : La Fille du magicien de Claudine Bories : Lili
- 1989 : Embrasse-moi de Michèle Rosier : la voyante
- 1989 : L'Enfant de l'hiver d'Olivier Assayas : la sœur de Stéphane
- 1991 : J'entends plus la guitare de Philippe Garrel : Adrienne
- 1991 : Merci la vie de Bertrand Blier : Joëlle
- 1993 : Un, deux, trois, soleil de Bertrand Blier : Victorine
- 1994 : Sale Gosse de Claude Mouriéras : Nina
- 1996 : Mon homme de Bertrand Blier : Marie Abarth
- 1996 : Un héros très discret de Jacques Audiard : Servane
- 1998 : Disparus de Gilles Bourdos : Mila
- 2000 : Denti de Gabriele Salvatores : Madre di Antonio
- 2001 : Entre chiens et loups d'Alexandre Arcady : Marie
- 2002 : Les Petites Couleurs de Patricia Plattner : Christelle
- 2003 : La Prophétie des grenouilles de Jacques-Rémy Girerd : la tortue (voix)
- 2004 : Nuit noire de Daniel Colas : Sandra
- 2004 : Une vie à t'attendre de Thierry Klifa : Camille
- 2006 : Les Fragments d'Antonin de Gabriel Le Bomin : Madeleine Oberstein
- 2011 : One Life de Michael Gunton et Martha Holmes : La narratrice (voix)
- 2012 : Sea, No Sex and Sun de Christophe Turpin : Claude
- 2016 : Babylove de Nathalie Najem : La mère de Gabriel
- 2017 : Money de Gela Babluani : Anaïs
- 2020 : L'Autre de Charlotte Dauphin : Marie
- 2021 : Tromperie d'Arnaud Desplechin : l'épouse de Philip
- 2022 : La Nuit du 12 de Dominik Moll : la juge d'instruction
- 2022 : Les Volets verts de Jean Becker : Maria
- 2022 : L'Innocent de Louis Garrel : Sylvie Lefranc
- 2023 : Bonnard, Pierre et Marthe de Martin Provost : Misia Sert
- 2024 : Heureux Gagnants de Maxime Govare et Romain Choay : Sandra
- 2025 : Melpomène de Charlotte Dauphin
- 2025 : Les Orphelins d'Olivier Schneider
- 2026 : Changer l'eau des fleurs de Jean-Pierre Jeunet

#### Courts métrages
- 2006 : Le Fil Rouge de Sarah Moon : La femme filmée
- 2019 : Plume de Marjolaine de Lecluse : Dr Delattre
- 2023 : Suzanne d'Emilie de Monsabert : Suzanne

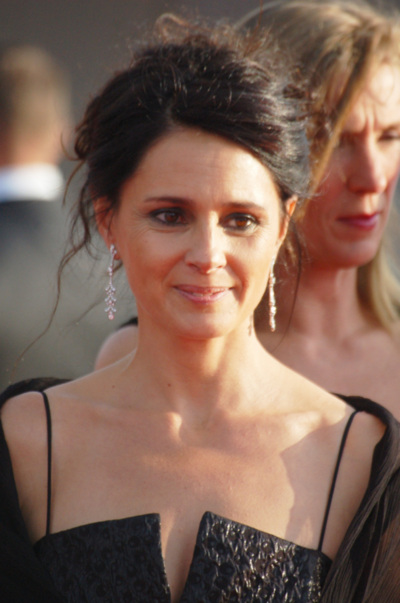
Anouk Grinberg au festival de Deauville en 2007.

### Télévision

#### Séries télévisées
- 1986 : L'Heure Simenon : Lucille Roy
- 2003 : Les Enquêtes d'Éloïse Rome : Aïna Larken
- 2007 - 2009 : Kaamelott : Anna de Tintagel, demi-sœur d’Arthur
- 2016 : Le Sang de la vigne : Roxane Gimonprez
- 2020 : Capitaine Marleau : Roxane Girard
- 2022 : L'Île prisonnière : Mado
- 2024 : Cristóbal Balenciaga : Coco Chanel
- 2025 : Le Sens des choses de Keren Ben Rafael : Laurence

#### Téléfilms
- 1987 : Les Fortifs de Marco Pico : Paulette
- 1992 : Le temps et la chambre de Patrice Chéreau : Marie Steuber
- 2001 : Marylin et ses enfants de Charlie Beleteau : Marylin
- 2002 : Une preuve d'amour de Bernard Stora : Cathie
- 2004 : Ma meilleure amie d'Élisabeth Rappeneau : Michèle
- 2005 : Le Procès de Bobigny de François Luciani : Gisèle Halimi
- 2007 : Voici venir l'orage... de Nina Companeez : Tatiana
- 2010 : Camus de Laurent Jaoui : Francine Camus
- 2011 : Joseph l'insoumis de Caroline Glorion : Alicia

### Documentaires
- 1999 : Casanova, l'auteur des lumières d'Alain Jaubert
- 2010 : La shoah par balles de Romain Icard
- 2012 : Les enfants du goulag de Romain Icard
- 2013 : Le roman du double de Philippe Kholy
- 2015 : Le dernier passage de Jean-Michel Geneste et Pascal Magontier
- 2017 : Montesquieu de marbre et de chair de Michel Cardoze
- 2021 : Les Damnés de la Commune de Raphaël Meyssan : André Léo

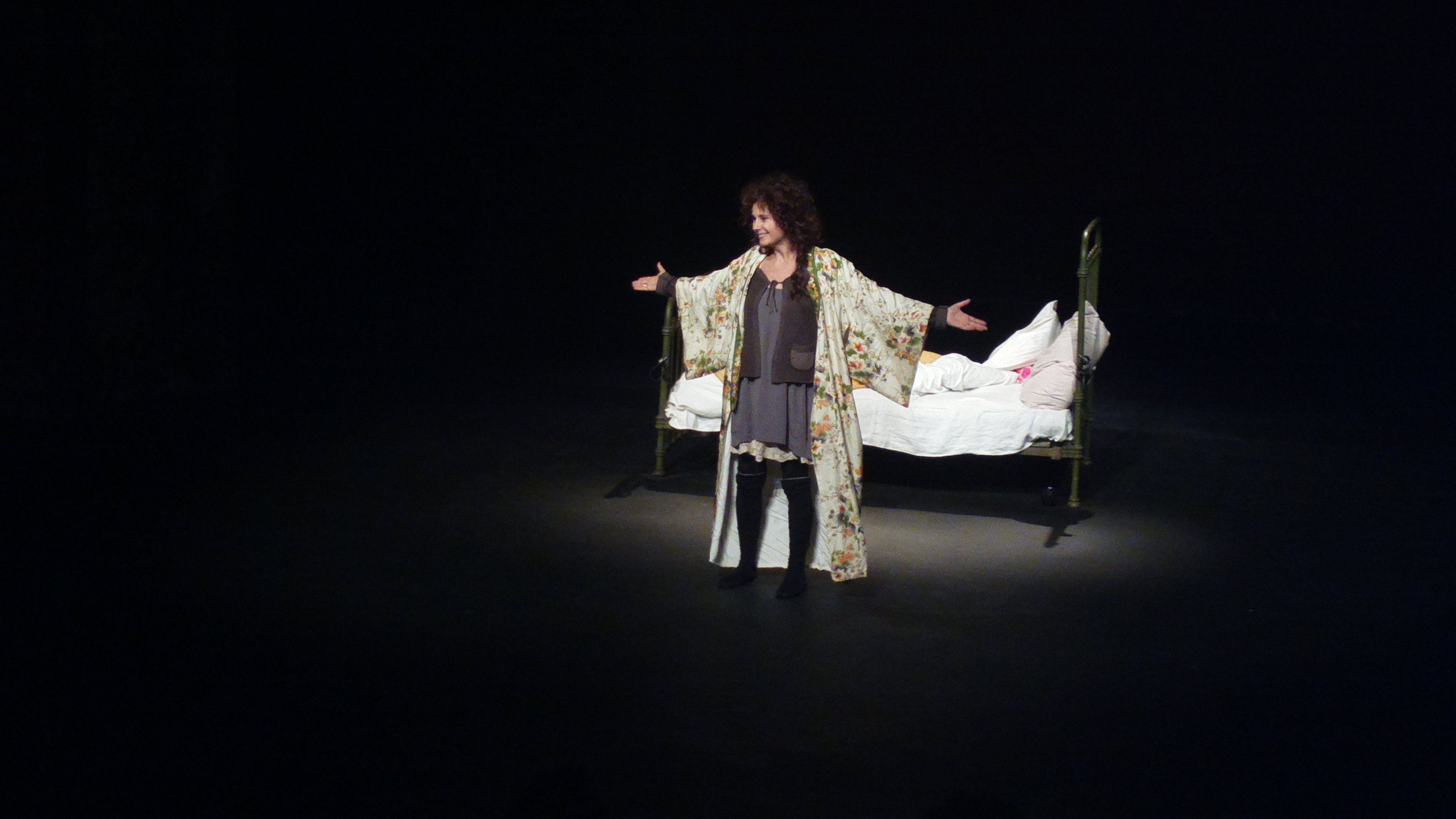
Anouk Grinberg sur scène dans Molly Bloom.

## Théâtre

### Comédienne
- 1978 : Remagen de Jacques Lassalle d'après Anna Seghers, mis en scène par Jacques Lassalle, Festival d'Avignon, Théâtre Gérard-Philipe
- 1982 : Faust ou la Fête électrique de Gertrude Stein, mis en scène par Richard Foreman, Théâtre de Gennevilliers
- 1983 : L'Ordinaire de Michel Vinaver, mis en scène par Alain Françon et Michel Vinaver, Théâtre national de Chaillot
- 1984 : Noises d’Enzo Cormann, mis en scène par Alain Françon, Théâtre Ouvert
- 1984 : La Cruche cassée de Heinrich von Kleist, mis en scène par Bernard Sobel, Théâtre de Gennevilliers
- 1985 : L'École des femmes de Molière, mis en scène par Bernard Sobel, Théâtre de Gennevilliers
- 1986 : Les Voisins de Michel Vinaver, mis en scène par Alain Françon, Théâtre Ouvert
- 1989 : Faut pas tuer maman de Charlotte Keatley, mis en scène par Michel Fagadau, Théâtre de la Gaîté-Montparnasse
- 1990 : La Maman et la Putain de Jean Eustache, mis en scène par Jean-Louis Martinelli, Théâtre Daniel Sorano Toulouse, MC93 Bobigny, tournée
- 1991 : Le Temps et la Chambre de Botho Strauss, mis en scène par Patrice Chéreau, Odéon-Théâtre de l'Europe
- 1998 : Chaos debout de Véronique Olmi, mis en scène par Jacques Lassalle, Festival d'Avignon, Théâtre des Abbesses
- 2000 : Marcel en campagne de Marc Hollogne, mis en scène par Marc Hollogne
- 2001 : Feydeau terminus de Georges Feydeau, mis en scène par Didier Bezace, Théâtre de la Commune, tournée
- 2002 : La Preuve de David Auburn, mis en scène par Bernard Murat, Théâtre des Mathurins, tournée
- 2005 : Grand et petit de Botho Strauss, mis en scène par Philippe Calvario, Théâtre des Bouffes du Nord
- 2006 : Rosa, la vie, lecture des lettres de Rosa Luxemburg, Théâtre de l'Atelier
- 2009 : Rosa, la vie, lecture des lettres de Rosa Luxemburg, Théâtre de la Commune, Théâtre Kleber Méleau Lausanne, tournée
- 2010 : Les Fausses Confidences de Marivaux, mis en scène par Didier Bezace, Théâtre de la Commune, Théâtre des Célestins, MC2, La Criée, tournée
- 2012 : Haïm – à la lumière d'un violon, mis en scène par Gérald Garutti, Vingtième Théâtre.
- 2012 - 2013 : Molly Bloom d'après Ulysse de James Joyce, en collaboration avec Marc Paquien et Blandine Masson, Théâtre des Bouffes du Nord puis tournée
- 2015 : La Révolte d’Auguste de Villiers de L’Isle-Adam, mis en scène par Marc Paquien, Théâtre des Bouffes du Nord
- 2018 : Un mois à la campagne de Ivan Tourgueniev, mis en scène par Alain Françon, théâtre Déjazet
- 2018 : Et pourquoi moi je dois parler comme toi ?, textes d'Art brut, musique de Nicolas Repac, Festival d'Avignon, La Chartreuse
- 2019 : La Fin de l'homme rouge, d'après l'essai de Svetlana Aleksievitch, adapté et mis en scène par Emmanuel Meirieu, Théâtre Les Gémeaux - Scène nationale[18]

### Metteuse en scène
- 2007 : collaboration à la mise en scène de Eros e muerte d’Angélique Ionatos (Théâtre de la Ville)

### Lectures

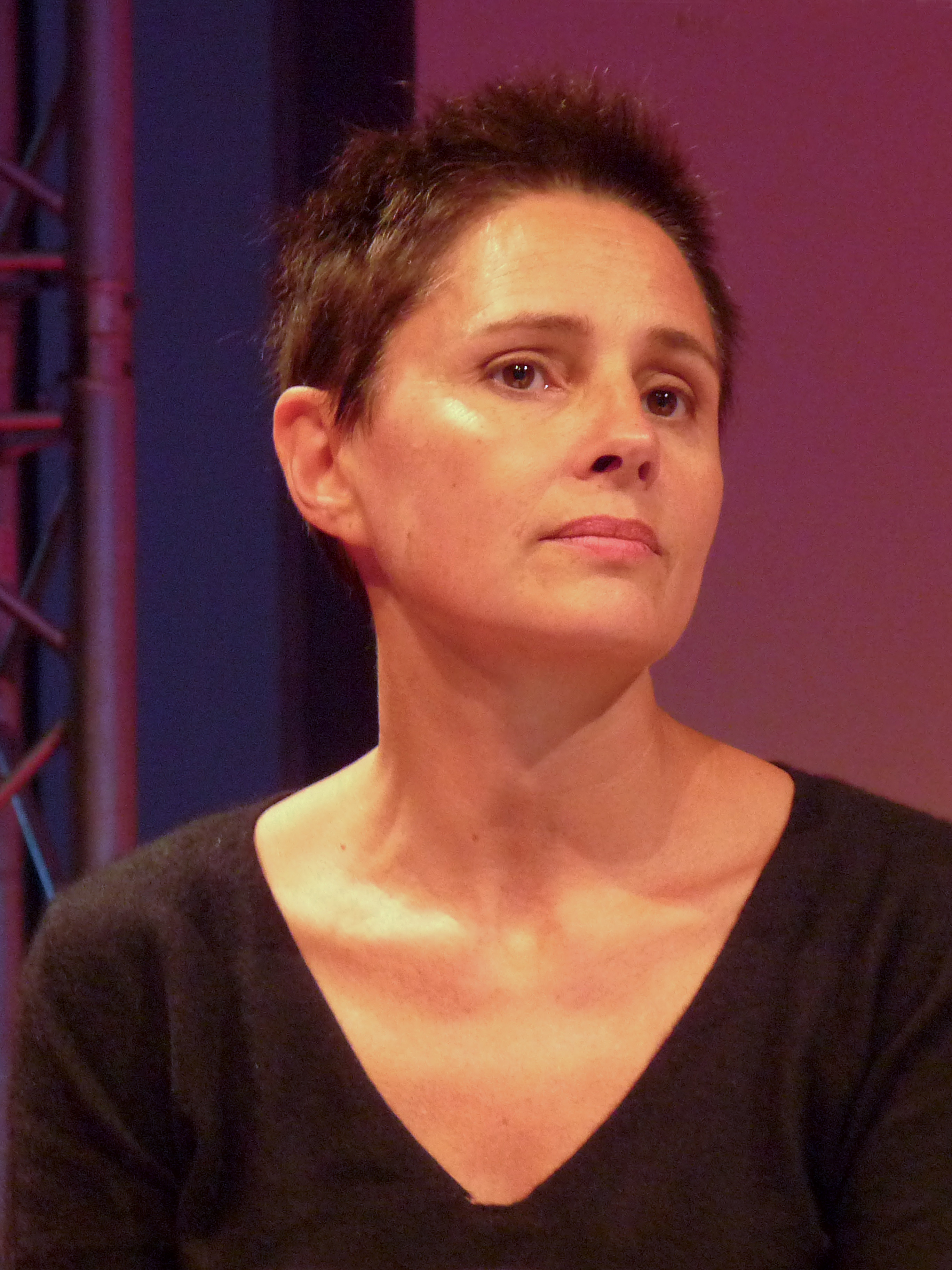
Anouk Grinberg en 2011 lors d'une lecture de L'Expérience totalitaire de Tzvetan Todorov.

- 1991 : Les Minutes du procès de Jeanne d'Arc (Festival d'Avignon)
- 1995 : Inconnu à cette adresse de Kressmann Taylor
- 2000 : La Douleur de Marguerite Duras (Festival d'Avignon - avec la collaboration d’Alain Françon)
- 2001 : La Langue de Olivier Rolin (Festival d'Avignon)
- 2002 : Les Contes d'Andersen (Arsenal de Brest)
- 2005 : L'Inconciliabule de Brigitte Fontaine et Areski Belkacem (France Culture, réal. Blandine Masson)
- 2007 : Une femme d’Annie Ernaux (Théâtre de la Commune)
- 2007 : L'Inattendu de Fabrice Melquiot (Arsenal de Brest et France Culture, réal. Blandine Masson)
- 2008 : Une vie bouleversée d’Etty Hillesum (musée d'Art et d'Histoire du judaïsme)
- 2008 : Les Sorcières de Salem (Festival d'Île-de-France)
- 2009 : L'Insoutenable Légèreté de l'être de Milan Kundera
- 2011 : Les Carnets de Marilyn Monroe (Festival des Mots, Toulouse])
- 2012 : Une génération sacrifiée, textes de Marina Tsvetaeva (Festival d'Avignon et France Culture, réal. Blandine Masson)
- 2013 : Textes de Marina Tsvetaeva avec Tzvetan Todorov (Théâtre de l'Odéon)
- 2014 : Textes de Germaine Tillion avec Tzvetan Todorov (MuCEM, Marseille)
- 2015 : Le Sel de la vie de Françoise Héritier (France Culture)
- 2016 : Récoltes et Semailles, textes de Alexandre Grothendieck (École normale supérieure)
- 2016 : Et pourquoi moi je dois parler comme toi ?, textes d'art brut, musique de Nicolas Repac.

## Publications
- L'Orphelin, texte et illustrations, d'après un conte du Groenland, éditions Cèdre Lune , 2013[19]
- Dans le cerveau des comédiens : rencontres avec des acteurs et des scientifiques, éditions Odile Jacob, 2021
- Mon cœur, Actes Sud, 2022
- Respect, Julliard, 2025[20]

## Livres audio
- 2008 : Rosa, La Vie, Lettres de prison de Rosa Luxemburg, livre-CD (Éditions de l'Atelier)
- 2009 : Pinocchio d'après Carlo Collodi (avec Jean Topart, Jean-Pierre Cassel, Zabou Breitman), CD (Frémeaux et associés)
- 2009 : Alice au pays des merveilles d'après Lewis Carroll (avec la participation de Daniel Prévost), CD (Frémeaux et associés)
- 2009 : Louise Michel : Lettres à Victor Hugo (avec la participation de Michel Piccoli), CD (Frémeaux et associés)
- 2010 : Hervé Guibert, l'écrivain photographe, CD orchestré par Vincent Josse
- 2015 : La mort de Marguerite Duras d'Eduardo Pavlovsky, avec Jean-Paul Sermadiras, traduction de Françoise Thanas, Audible.
- 2019 : Lettres à Missy de Colette, « La Bibliothèque des voix », des femmes-Antoinette Fouque.
- 2020 : La Vagabonde de Colette, « La Bibliothèque des voix », des femmes-Antoinette Fouque.
- 2022 : La Ballade du café triste et autres nouvelles de Carson McCullers, « La Bibliothèque des voix », des femmes-Antoinette Fouque.

## Expositions
- 2009 : Galerie Berggruen, Paris[21]
- 2012 : 
  - Galerie GNG, Paris[22]
  - Galerie Fine Art Studio[23], Bruxelles[24]
- 2014 : 
  - Galerie GNG, Paris[22]
  - Galerie Storme[25]
  - Espace Commines[26]
- 2017 :
  - Flair Galerie[27]
  - Galerie GNG, Paris[22]

## Distinctions

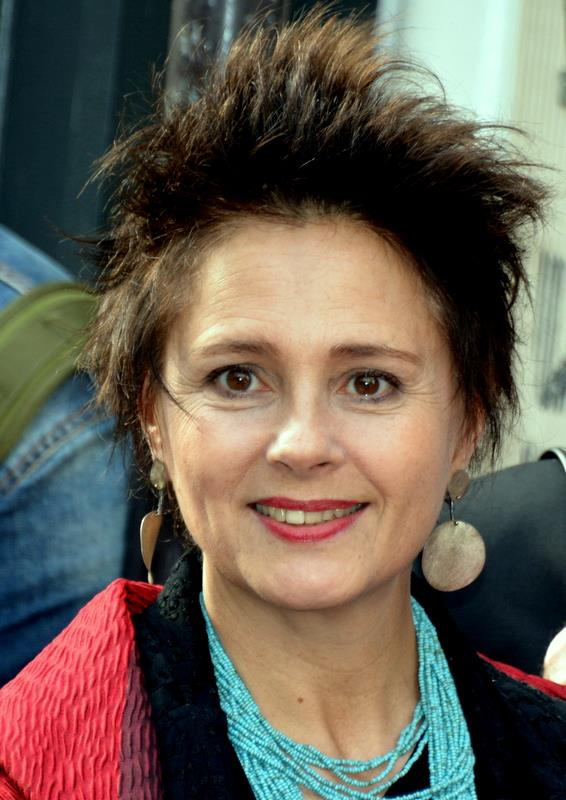
Anouk Grinberg lors de la cérémonie des Molières 2014.

### Récompenses
- Prix Michel Simon 1990 pour La Fille du magicien
- Prix Arletty 1991 : Meilleure interprétation féminine pour Merci la vie
- Prix du Syndicat de la critique 1991 : meilleure comédienne pour l’adaptation théâtrale de La Maman et la Putain
- Prix Romy-Schneider 1992 pour Merci la vie
- Festival international du film de Thessalonique 1995 : Meilleure interprétation féminine pour Sale gosse
- Berlinale 1996 : Ours d'argent pour Mon homme
- Prix du Syndicat de la critique 2010 : meilleure comédienne pour Les Fausses Confidences
- Prix du Syndicat de la critique 2018 : meilleure comédienne pour Un mois à la campagne
- Prix de l'Académie Charles-Cros 2020 : Coup de cœur « Parole enregistrée et documents sonores » pour la lecture de Lettres à Missy (extraits) et de La Vagabonde, de Colette, proclamé le 13 septembre 2020 au Jardin du musée Jean de la Fontaine à Château-Thierry[28]
- Prix du livre audio France Culture 2021 : Lire dans le noir, catégorie « non-fiction », pour la lecture de Lettres à Missy de Colette[29].
- Prix du Syndicat de la critique 2022 : Prix du meilleur livre sur le théâtre pour Dans le cerveau des comédiens

### Nominations
- César 1992 : César de la meilleure actrice pour Merci la vie
- Molières 1992 : Molière de la comédienne pour Le Temps et la Chambre
- César 1994 : César de la meilleure actrice pour Un, deux, trois, soleil
- César 1997 : César de la meilleure actrice pour Mon homme
- Molières 2003 : Molière de la comédienne pour La Preuve
- Molières 2010 : Molière de la comédienne pour Les Fausses Confidences
- Molières 2014 : Molière de la comédienne dans un spectacle de théâtre public pour Molly Bloom
- César 2023 : César de la meilleure actrice dans un second rôle pour L'Innocent

### Décorations
- 2011 :  Chevalier de l'ordre des Arts et des Lettres
- 2021 :  Officier de l'ordre des Arts et des Lettres[30]